# Champagne (Vaud)
Pour les articles homonymes, voir Champagne.
Champagne est une commune suisse du canton de Vaud, située dans le district du Jura-Nord vaudois.

## Histoire
Champagne fut mentionné en 885 sous le nom de Campania. On y fit des découvertes archéologiques romaines (monnaies) et burgondes (tombes contenant des plaques de ceinturon en fer damasquiné d'argent). Charles le Gros remit la villa de Champagne avec ses dépendances à Vodelgise, lequel céda le domaine en 888 à l'évêque de Lausanne. Champagne relevait des seigneuries de Grandson et de Montagny-le-Corbe puis, sous le régime bernois, faisait partie du bailliage commun de Grandson, métralie de Bonvillars. La commune était gérée par un conseil de vingt membres. Elle faisait ensuite partie du district de Grandson de 1798 à 2007.
Une église paroissiale, dédiée à Marie, existait à Champagne dès le XIIe siècle ; en 1397, elle fut rattachée à Onnens. La paroissiale située à Saint-Maurice (mentionnée en 1228) devint la paroisse réformée de Champagne et des villages voisins en 1532 ; elle fut reconstruite partiellement en 1697-1699. Une nouvelle cure fut bâtie vers 1561. Les anciens moulin et scierie situés à proximité du village sur l'Arnon ont été convertis en 1871 en une petite fabrique d'outils d'horlogerie, devenue par la suite « La Nationale », entreprise encore existante de machines-outils. Une biscuiterie industrielle (flûtes), créée en 1962, complète le tissu industriel d'un village resté agricole et surtout viticole. Le nom de Champagne porté par les vins blancs de la commune a été interdit en vertu des accords bilatéraux qui réservent cette appellation au champagne français.

## Géographie

Photo aérienne (1954).

La commune comprend le village de Champagne et les hameaux de Saint-Maurice, des Pasquières et de Sous le Closel. Elle s'étend entre le lac de Neuchâtel et les premières pentes du Jura.

## Population

### Gentilé et surnoms
Les habitants de la commune se nomment les Champagnoux (au féminin singulier : Champagnoule).
Ils sont surnommés les Araignées ou les Champignons.

### Démographie
Champagne compte 351 habitants en 1798, 410 en 1850, 619 en 1900, 496 en 1950, 449 en 1960, 653 en 2000 et 1 073 au 31 décembre 2022.

## Viticulture
La commune de Champagne doit légalement renoncer à mentionner le nom de champagne sur les vins (non pétillants) produits dans son terroir depuis le IXe siècle (885) dans le cadre d'un accord international conclu entre la Suisse et l'Union européenne en décembre 1998.
Un recours est déposé en 2002 auprès du tribunal de première instance des Communautés européennes. L'interdiction de l'utilisation des étiquettes « Champagne » est confirmée le 22 août 2007, par la Cour de justice de l'Union européenne. L'appellation « Champagne » est toutefois admise pour ces vins aux États-Unis (accord du 2 mars 2006).
Les 43 viticulteurs concernés ont annoncé en août 2007 vouloir tenter d'utiliser un texte de droit international sur les homonymies.
Le vin est actuellement commercialisé en Europe sous les appellations Bonvillars et Libre-Champ, et en Suisse sous le nom de « C-ampagne ».
L'entreprise de boulangerie (automatisée) de Marc-André Cornu était elle aussi attaquée par le Comité interprofessionnel des vins de Champagne pour ses « Flûtes de champagne » dites « Recette de Champagne » (baguettes panifiées apéritives au sel ou au fromage), fabriquées depuis 1934. Après que le TGI a ordonné en 2004 à Cornu de retirer la mention sur l'emballage parce qu'elle « est de nature à déprécier, banaliser et affaiblir l’appellation contrôlée Champagne »  et que son appel a été rejeté par la CJUE, les parties en conflit sont finalement parvenues à un compromis selon lequel la boulangerie renonce à la mention « Flûte de Champagne », mais peut indiquer sur les baguettes « 1424 Champagne » comme origine. Cornu s'est montré déçu du manque de soutien du Conseil fédéral, qui avait rejeté le 26 novembre 2008 une motion du conseiller national Jean-Pierre Grin (UDC) demandant de s'engager en faveur du nom.